# Paradela de Abreu
Waldemar Paradela de Abreu ou Valdemar Paradela de Abreu (Ílhavo, 30 de Agosto de 1932 – Lisboa, 17 de Dezembro de 2003), foi um jornalista, editor, escritor e activista politico, fundador e dirigente do Movimento Maria da Fonte, responsável pela contra reação comunista a norte e pelo assalto a várias sedes do PCP e outros partidos de extrema-esquerda, durante o Verão Quente de 1975.

## Biografia

### Atividade Profissional
Iniciou a sua actividade profissional como jornalista, em 1955, no jornal “República”, onde trabalhou até 1958, e ao serviço do qual fez a cobertura da Guerra do Suez, em 1956. Durante esse período, escreveu dois livros “O Princípio do Fim”, em 1956 e as “Reportagens no Egipto”, em 1957, que aproveita a cobertura que tinha feito sobre a guerra, para o jornal. Em 1959 funda a editora Estampa e mais tarde em 1972, foi editor da Arcádia, onde publicou dois livros relevantes no panorama político da época, “Portugal e o Futuro”, do general António de Spínola, e “Portugal Amordaçado”, de Mário Soares. Em Março de 1974, depois da compra a Arcádia pelo grupo CUF, é despedido. Entre 1974 e 1975 exerceu as funções de director do semanário “O Social-Democrata” e de chefe de redacção do semanário “Liberdade”, trabalhando depois nos jornais “O Dia”, “Tempo” e “O Título”. Colaborou ainda como “freelancer” em jornais regionais e esporadicamente no “Século de Joanesburgo”.
Em 1976 foi ainda editor na “Intervenção” (1976–82) e “Referendo” (1987–91) e em 1983 publicou a obra intitulada “Do 25 de Abril ao 25 de Novembro” que relata o período onde o Movimento Maria da Fonte esteve activo.
Em 1983 publicou o livro Do 25 de Abril ao 25 de Novembro: Memória do Tempo Perdido.
Conduz em 1984, pelo Jornal O Dia, uma extensa entrevista a Evo Fernandes, Secretário-Geral da RENAMO, sobre a Guerra Civil Moçambicana.
Publica em 1997 Timor A Verdade Histórica.

### Atividade Política
Oposicionista convicto, foi preso em 1962.
Em 1975, no decorrer do PREC e do chamada Verão Quente foi um dos criadores do Movimento Maria da Fonte, uma organização politica portuguesa de extrema-direita. Ativa durante o Verão Quente de 1975, na zona do Minho, foi lhes apontado a responsabilidade de diversos ataques às sedes de partidos de extrema esquerda, principalmente as do Partido Comunista Português.
O Movimento que nasceu à volta da Igreja de Braga e do Cónego Melo e e dali se espalhou para várias regiões do Norte e do Centro do país. O seu objectivo, assumido mais tarde pelo seu fundador e dirigente, Paradela de Abreu, seria o de “preparar o povo para a guerra civil”. O Movimento Maria da Fonte, era uma rede alimentada pela Igreja Católica no norte de Portugal, em colaboração com elementos da sociedade civil . Segundo ele, Igreja Católica era única instituição capaz de fazer frente aos comunistas pela sua influencia relativa e capilaridade."Cada diocese tem muitas paróquias, logo muitas igrejas, logo muitos sinos. Milhares de sinos ao norte do rio Douro. Centenas de milhares de católicos. Ao pensar nesta 'estrutura' em termos de eventual guerra interna, constatei que o País já estava 'quadriculado' militarmente. Cada paróquia seria uma 'base'. Cada igreja de granito ancestral, um 'reduto'. Cada sino um 'rádio transmissor'. Cada quinta perdida nas serras, um 'apoio logístico'" 
De facto, entre os 453 atentados que o PCP reclama ter sido alvo, mais de 70%, aconteceram na região Norte. Destas, a autoria foi muitas vezes confundida com outros movimento como o Movimento Democrático de Libertação de Portugal (MDLP), Exército de Libertação de Portugal (ELP) e do Movimento Maria da Fonte cujos objetivos no combate ao comunismo eram convergentes. Ainda assim os vários grupos MDLP, ELP e Maria da Fonte comunicavam mas não se coordenavam entre si, ao ponto de Alpoim Calvão, dirigente do MDLP, olhar para o movimento e o seu líder com alguma desconfiança "havia um pirata chamado Paradela de Abreu, mas que era um pirata útil. E a ligação do seu movimento — Maria da Fonte — conosco era feita pelo eng. Jorge Jardim, por quem eu tinha consideração e admiração". Já Paradela de Abreu referia-se ao MDLP com reservas quanto à sua capacidade de actuação "Spínola preferia conspirar em Copacabana, Espanha e Suíça"; e sobre Alpoim Calvão,"esteve em Portugal três ou quatro vezes durante a luta popular no Norte", pois "muito mais tranquilo era o escritório na Calle Lagasca, em Madrid, ou a bonita casa de Segóvia".
Segundo Paradela de Abreu, o Movimento Maria da Fonte esperava ter uma palavra a dizer, nas acções da contra-revolução, mas também na solução que viesse a ser encontrada depois da derrota das forças de extrema-esquerda.
Na noite de 4 de Outubro de 1975, esteve na eminência de ser preso numa operação das forças do Regimento de Infantaria de Braga por ordem do COPCON, no Seminário de S. Tiago, em Braga. Na mesma operação foram detidos o major Mira Godinho e o major-tenente Benjamim de Abreu, pertencentes ao MDLP. Paradela de Abreu refugiou-se no telhado, tal como Alpoim Calvão, que lá permaneceu mais de 11 horas escondido.
A seguir ao 25 de Novembro, não se lhe conhece actividade política relevante. Faleceu em Lisboa a 17 de Dezembro de 2003.

## Ver Também
- Exército de Libertação de Portugal
- Movimento Maria da Fonte
- Movimento Democrático de Libertação de Portugal (MDLP)
- PREC
- Verão Quente de 1975